# یه لی
یه لی (انگلیسی: Ye Li؛ زادهٔ ۲۰ نوامبر ۱۹۸۱) بازیکن بسکتبال زن اهل چین بود. وی در بازی‌های المپیک تابستانی ۲۰۰۴ شرکت کرده‌است.